# Tekst (literatura)

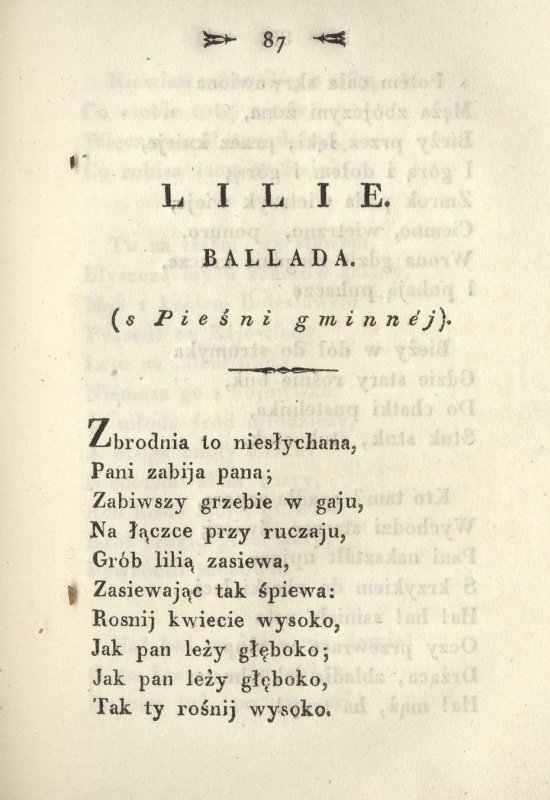
Przykład tekstu literackiego (fragment ballady Lilije Adama Mickiewicza z 1822 r.

Tekst – wypowiedź (zwłaszcza utrwalona graficznie, ale także ustnie) powstała w obrębie określonego systemu językowego, stanowiąca zamkniętą i skończoną całość z punktu widzenia treściowego. W tym znaczeniu tekstem jest zarówno wypowiedź jednozdaniowa (lub równoważnik zdania), jak i wielozdaniowa (np. dzieło literackie).
Tekst literacki to tekst utworu o charakterze artystycznym, literackim. W wydawnictwie tekst literacki to tekst dzieła literackiego w odróżnieniu od wstępu, komentarza, bibliografii, skorowidzu, ilustracji itp. W systematyce (należącego do nauki o literaturze) piśmiennictwa tekst literacki to dzieło literackie stanowiące przedmiot badania w odróżnieniu od utrwalonych wyników badań, tj. opracowań teoretycznych, historycznych i krytycznych (podręczników, monografii, rozpraw, recenzji itp).